# Tramuntanasaurus
Genre
Espèces de rang inférieur
- Tramuntanasaurus tiai Matamales-Andreu & al. , 2023

Tramuntanasaurus est un genre fossile d’eureptile Captorhinidae Moradisaurinae ayant vécu à la fin du Permien inférieur (Artinskien-Kungurien) ou au début du Permien moyen (Roadien inférieur) dans ce qui est aujourd’hui l’île de Majorque dans l’archipel des Baléares en Espagne. Le genre n’est connu que par son espèce type, Tramuntanasaurus tiai, qui a été nommé en 2023 par Rafel Matamales-Andreu, Eudald Mujal, Àngel Galobart et Josep Fortuny, à partir d’un squelette presque complet découverts en 2019. 

## Etymologie
Le genre est nommé d’après la serra de Tramuntana, la principale chaîne de montagnes de Majorque, où l’holotype a été trouvé, et de saurus, qui signifie « lézard » en latin. L’épithète spécifique est dédié au découvreur du spécimen, Sebastià (Tià) Matamalas Riera, qui est aussi le père de Rafel Matamales-Andreu.

## Description
Tramuntanasaurus était un captorhinidé de taille moyenne mesurant environ 50 cm de long de la tête à la queue. Le crâne mesure 8,3 cm de long et 7 cm de large. Il est nettement triangulaire en vue dorsale où il montre un rétrécissement progressif vers son extrémité antérieure mais sans diminution brutale de largeur dans la zone du museau (contrairement à la plupart des moradisaurinés). 
Sur la mâchoire supérieure, les maxillaires forment des plaques s'étendant médialement, portant chacune jusqu’à cinq rangées de dents. Après une zone antérieure avec une seule rangée de quatre dents, d'autres rangées de dents commencent à apparaître, jusqu'à cinq, disposées en diagonale les unes par rapport aux autres. Ces dents sont bulbeuses, avec des bases rétrécies et une section subquadratique/subtrapézoïdale. Elles présentent clairement des facettes d'usure sur leur côté distal, produisant un contour latéral « en talon ». 
Sur la mandibule, les deux dents les plus antérieures sont coniques, élargies et dirigées vers l'avant. Elles sont suivies par une seule rangée de trois dents plus petites dirigées vers le haut. Juste après, sur une zone élargie du dentaire, commencent à apparaître plusieurs rangées de dents disposées en diagonale. Dans la zone la plus large des plaques dentaires, on peut distinguer cinq rangées de dents. Les dents ont une section subquadratique-subtrapézoïdale et sont bulbeuses, avec une base rétrécie. L'usure des dents est visible, développant un « talon » sur le côté mésial des dents.
Tramuntanasaurus diffère de tous les autres moradisaurinés par une combinaison unique de caractères telle que la présence d'une double rangée de dents antérieures à la plaque dentaire (contrairement à Captorhinikos et Moradisaurus), l’absence d’un diastème (contrairement à Gansurhinus et Kahneria), des dents dentaires les plus antérieures orientées vers l’avant (contrairement à Captorhinikos et Gecatogomphius), la présence de cinq rangées de dents sur les maxillaires et les dentaires, un museau large par rapport à la longueur du crâne (contrairement à Labidosaurikos, Moradisaurus et Rothianiscus), une zone jugale du postorbitaire avec peu de convexité latérale, un processus antérieur du frontal long, un processus antérieur du jugal atteignant la marge antérieure de l’orbite, et des ptérygoïdes sans dents.

## Paléobiologie

### Régime alimentaire
Comme les autres moradisaurinés, Tramuntanasaurus était spécialisé pour l'herbivorie de plantes à haute teneur en fibres. Les mâchoires supérieure et inférieure possèdent jusqu’à cinq rangées de dents avec lesquelles l’animal pouvait mâcher et broyer la matière végétale grâce à une articulation mandibulaire permettant un mouvement d'avant en arrière de la mâchoire inférieure (dit mouvement propalinal). 

### Locomotion
La comparaison des autopodes de l'holotype de Tramuntanasaurus tiai avec les différents morphotypes d'empreintes de pas apparaissant dans les strates voisines a permis de lui attribuer une ichnoespèce spécifique. Hyloidichnus bifurcatus est une ichnoespèce attribuée aux Captorhinidae. Deux formes d’H. bifurcatus ont été documentées dans le Permien de Majorque, l'une grande et l'autre plus petite, les deux se distinguant également par des schémas de profondeur relative légèrement différents (liés à la prévalence fonctionnelle des autopodes), montrant que la répartition du poids était différente entre les petits et les grands moradisaurinés. Ces différences sont probablement liées à des proportions de taille différentes de la tête par rapport au corps, et/ou à des morphologies notablement différentes du squelette postcrânien. H. bifurcatus est caractérisée par des empreintes semi-plantigrades et pentadactyles, avec des doigts se terminant par une forme caractéristique en « T ». La longueur des doigts augmente du doigt I (le plus interne) au doigt V (le plus externe). La piste est disposée en alternance, les empreintes de mains tournées vers la ligne médiane et les empreintes de pieds approximativement parallèles à celle-ci. Le petit H. bifurcatus de Majorque correspond en taille, proportions et forme du pied au pied de l'holotype de Tramuntanasaurus tiai. Certaines traces ont été laissées par des animaux en train de marcher alors que d’autres ont été produites par des animaux en train de courir. Lorsque l'animal se déplaçait plus rapidement, il prenait une position plus dressée avec ses pattes moins écartées et plus proches du tronc, diminuant le mouvement d'ondulation latérale de la colonne vertébrale comme l’indique également les traces de traînée de la queue qui sont beaucoup moins sinueuses que celles des animaux en train de marcher.

## Paléoécologie et âge
L’holotype de Tramuntanasaurus a été découvert sur le site de Torrent de na Nadala 3 situé sur la côte nord-ouest de Majorque à Banyalbufar. Il provient de la formation de Port des Canonges dont l’âge se situerait entre l’Artinskien et le Kungurien du Permien inférieur. Cependant, un âge Roadien inférieur (base du Permien moyen) pour le sommet de la formation n’est pas exclu. A cette époque Majorque n’était pas encore une île et faisait partie de la Pangée, un supercontinent qui avait la forme d’un « C ». Plus précisément, Majorque se trouvait sur la marge orientale de ce continent, à une latitude équatoriale où régnait cependant un climat tropical à deux saisons (sèche et humide),. Les fossiles de Tramuntanasaurus ont été trouvés dans des roches interprétées comme les dépôts d'un point d'eau temporaire situé dans la plaine inondable d'une rivière sinueuse.
Le site de Torren de na Nadala a également livré un thérapside gorgonopsien indéterminé, ainsi que des pistes de vertébrés indiquant la présence de synapsides non thérapsides (Caseidae, Sphenacodontidae, Edaphosauridae, Ophiacodontidae),, de diapsides araeoscelidiens ou des Varanopidae non Varanodontinae, de pareiasauromorphes Nycteroleteridae, et de deux Moradisaurinae distincts dont un correspond probablement à  Tramuntanasaurus. Un fragment de maxillaire d’un moradisauriné beaucoup plus grand (longueur du crâne estimée entre 17,7 et 26,4 cm) est connu du site de Platja de son Bunyola. Cette forme ne possède que trois rangées de dents alors que Tramuntanasaurus en possède cinq. Comme chez les moradisaurinés le nombre de rangées de dents augmente avec l’âge, ce grand moradisauriné représente certainement un taxon différent de Tramuntanasaurus.

## Phylogénie
L’analyse phylogénétique réalisée par Matamales-Andreu et al. place Tramuntanasaurus tiai dans le clade monophylétique des Moradisaurinae. Au sein de ces derniers, Tramuntanasaurus forme une polytomie avec Kahneria, Labidosaurikos et le groupe de moradisaurinés les plus dérivés (Gansurhinus, Moradisaurus et Rothianiscus).

### Articles
- (en) Torsten Liebrecht, Josep Fortuny, Àngel Galobart, Johannes Müller et P. Martin Sander, « A large multiple-tooth-rowed captorhinid reptile (Amniota: Eureptilia) from the Upper Permian of Mallorca (Balearic Islands, western Mediterranean) », Journal of Vertebrate Paleontology, vol. 37, no 1,‎ 2017, e1251936 (DOI 10.1080/02724634.2017.1251936).

- (en) Rafel Matamales-Andreu, Christian F. Kammerer, Kenneth D. Angielczyk, Tiago R. Simões, Eudald Mujal, Àngel Galobart et Josep Fortuny, « Early-middle Permian Mediterranean gorgonopsian suggests an equatorial origin of therapsids », Nature Communications, vol. 15, no 1,‎ 2024, p. 10346 (DOI 10.1038/s41467-024-54425-5, lire en ligne).

- (en) Rafel Matamales-Andreu et Eudald Mujal, « Insights on the evolution of synapsid locomotion based on tetrapod tracks from the lower Permian of Mallorca (Balearic Islands, western Mediterranean) », Palaeogeography, Palaeoclimatology, Palaeoecology, vol. 579,‎ 2021, p. 110589 (DOI 10.1016/j.palaeo.2021.110589, lire en ligne).

- (en) Rafel Matamales-Andreu, Eudald Mujal, Jaume Dinarès-Turell, Evelyn Kustatscher, Guido Roghi, Oriol Oms, Àngel Galobart et Josep Fortuny, « Early-middle Permian ecosystems of equatorial Pangaea: Integrated multi-stratigraphic and palaeontological review of the Permian of Mallorca (Balearic Islands, western Mediterranean) », Earth-Science Reviews, vol. 228,‎ 2022, p. 103948 (DOI 10.1016/j.earscirev.2022.103948, lire en ligne).

- (en) Rafel Matamales-Andreu, Eudald Mujal, Àngel Galobart et Josep Fortuny, « A new medium-sized moradisaurine captorhinid eureptile from the Permian of Mallorca (Balearic Islands, western Mediterranean) and correlation with the co-occurring ichnogenus Hyloidichnus », Papers in Palaeontology, vol. 9, no 3,‎ 2023, e1498 (DOI 10.1002/spp2.1498).